# Стерлінг (Небраска)
Стерлінг (англ. Sterling) — селище (англ. village) в США, в окрузі Джонсон штату Небраска. Населення — 480 осіб (2020).

## Географія
Стерлінг розташований за координатами 40°27′40″ пн. ш. 96°22′39″ зх. д. / 40.46111° пн. ш. 96.37750° зх. д. (40.461216, -96.377494).  За даними Бюро перепису населення США в 2010 році селище мало площу 1,05 км², уся площа — суходіл.

## Демографія
Згідно з переписом 2010 року, у селищі мешкало 476 осіб у 206 домогосподарствах у складі 126 родин. Густота населення становила 451 особа/км².  Було 229 помешкань (217/км²).
Расовий склад населення:
| - 99,8 % — білих |

До двох чи більше рас належало 0,0 %. Частка іспаномовних становила 1,7 % від усіх жителів.
За віковим діапазоном населення розподілялося таким чином: 26,5 % — особи молодші 18 років, 56,3 % — особи у віці 18—64 років, 17,2 % — особи у віці 65 років та старші. Медіана віку мешканця становила 40,8 року. На 100 осіб жіночої статі у селищі припадало 91,2 чоловіків;  на 100 жінок у віці від 18 років та старших — 86,2 чоловіків також старших 18 років.
Середній дохід на одне домашнє господарство  становив 51 239 доларів США (медіана — 41 250), а середній дохід на одну сім'ю — 68 604 долари (медіана — 56 250). За межею бідності перебувало 6,0 % осіб, у тому числі 0,7 % дітей у віці до 18 років та 11,1 % осіб у віці 65 років та старших.
Цивільне працевлаштоване населення становило 241 осіб. Основні галузі зайнятості: освіта, охорона здоров'я та соціальна допомога — 31,5 %, виробництво — 13,3 %, роздрібна торгівля — 10,8 %, публічна адміністрація — 10,0 %.